# Пантюков, Георгий Николаевич
Гео́ргий Никола́евич Пантюко́в (1 января 1922, Москва, СССР — 10 июля 1994, Омск, Россия) — советский российский хоровой дирижёр, композитор. Народный артист СССР (1986).

## Биография
Георгий Пантюков родился в Москве. 
В годы войны сражался на фронте в составе авиационного полка.
В 1951 году окончил дирижёрско-хоровое отделение Московского музыкального училища имени Октябрьской революции (ныне Московский государственный институт музыки имени А. Г. Шнитке), в 1957 — Московскую консерваторию (класс дирижирования В. Г. Соколова), а в 1961 — её аспирантуру. 
Профессиональную деятельность начал в годы учёбы. С 1947 года — руководитель самодеятельных хоров Москвы. В 1951—1952 годах — дирижёр ансамбля ВВС группы советских войск в Германии.
В 1952—1962 годах — главный хормейстер Московского областного ансамбля песни и пляски «Трудовые резервы», одновременно в 1957—1962 — главный хормейстер Хора имени М. Е. Пятницкого.
Наиболее яркие черты его творческой индивидуальности — великолепное чувство ансамбля, тонкое ощущение природы русского народного пения — проявились уже в самом начале его деятельности.
С 1962 года — художественный руководитель Государственного Омского русского народного хора. Стал продолжателем традиций русского хорового пения, основы которых были заложены первым руководителем хора Еленой Владимировной Калугиной. Возглавляемый им коллектив внес большой вклад в развитие музыкальной культуры Омской области, Сибири, России, успешно представлял русское народное искусство за рубежом. Хор выступал с концертами не только во многих городах СССР, но и за рубежом: ГДР, ПНР, СФРЮ, ФРГ, Италии, США, Мексике, Кубе, Греции, МНР, КНДР, Англии, Австралии, Новой Зеландии, Мозамбике, Израиле, Кипре, ЧССР.
Автор многочисленных песен («Сибирская тройка», «Забайкальская казачья», «Земляки-сибиряки», «Песня о моем городе», «Страдания под балалайку», «Девичья весна», «Не кукуй, кукушечка», «Соперницы», «Заливное», «Как на пяльцах девица вышивала», «Ель-елушка» и др.), обработок для хора ряда произведений других композиторов. По признанию критиков, был одарённым, широко образованным музыкантом, с тонким ощущением природы русского народного пения. Русские народные песни в его обработке, хоровые аранжировки, вокально-хореографические сцены («Чай-чаек», «Ямщина», «Веретенце», «Край ты мой, сибирский», «Ой, гармонь», «Гибель Ермака», «Подгорна», «Пимы»,  «Ах, вы, сени» , «Ивушки», «По диким степям Забайкалья», «Славное море, священный Байкал» и многие другие) прочно вошли в репертуар Омского русского народного хора и стали его гордостью. Для зарубежных гастролей руководителем делались самобытные хоровые обработки песен народов мира.
Был большим энтузиастом русского хорового пения, его пропагандистом. Его внимание и поддержку получали многие творческие коллективы Сибири, оказывал хоровым коллективам как методическую, так и практическую помощь.
Возглавлял Омское отделение Союза композиторов СССР, был председателем Омского отделения Всероссийского хорового общества. 
Член КПСС с 1962 года.
Умер 10 июля 1994 года в Омске. Похоронен на Старо-Северном мемориальном кладбище Омска.

### Семья
- Жена — Зоя Александровна Петровская, с 1962 до 1982 года — завуч ДМШ № 1 г. Омска
- Дочь — Наталья, закончила ГМПИ им. Гнесиных[2]

## Звания и награды
- Заслуженный деятель искусств РСФСР (1961)
- Народный артист РСФСР (1975)[3]
- Народный артист СССР (1986)
- Государственная премия РСФСР имени М. И. Глинки (1971) — за концертные программы, посвящённые 50-летию Октябрьской революции и 100-летию со дня рождения В. И. Ленина[4]
- Орден Отечественной войны II степени (1985)
- Орден «Знак Почёта»
- Медаль «За победу над Германией в Великой Отечественной войне 1941—1945 гг.»
- Медали.

## Дискография
- Страдания под балалайку [Звукозапись] / Г. Пантюков ; Сл. нар. // Государственный Омский русский народный хор. — Л. : Мелодия, 1977 — 1 грп.
- Как на пяльцах девица вышивала [Звукозапись] / Г. Пантюков; Сл. нар. // Государственный Омский русский народный хорю — Л. : Мелодия, 1977 — 1 грп.
- Соперницы [Звукозапись] / Г. Пантюков; Сл. нар. // Государственный Омский русский народный хор. — Л. : Мелодия, 1977 — 1 грп.
- Встану я, чем свет зарумянится : нар. песня [Звукозапись] / обраб. Г. Пантюкова // Государственный Омский русский народный хорю — Л. : Мелодия, 1977 — 1 грп.
- Подгорная верба : нар. песня [Звукозапись] / обраб. Г. Пантюкова // Государственный Омский русский народный хорю — Л. : Мелодия, 1977 — 1 грп.
- Сибирская задорная [Звукозапись] / Г. Пантюков; сл. В. Бурыгина // Государственный Омский русский народный хорю — Л. : Мелодия, 1977 — 1 грп.
- Девичья весна [Звукозапись] / Г. Пантюков; сл. Н. Грибанова // Государственный Омский русский народный хорю — Л. : Мелодия, 1977 — 1 грп.
- Пошла млада по воду : нар. песня [Звукозапись] / обраб. Г. Пантюкова // Государственный Омский русский народный хорю — Л. : Мелодия, 1977 — 1 грп.
- Песня о моем городе [Звукозапись] / Г. Пантюков; сл. Д. Лукашевского; исп. : Гос. Омский русский нар. хор // Омские мелодии — Ташкент : Мелодия. — 1 грп.
- Заставил меня муж : нар. песня [Звукозапись] / обраб. Г. Пантюкова //Гос. Омский русский нар. хор. — 1 грп.
- Заливное [Звукозапись] / Г. Пантюков; сл. В. Бокова // Гос. Омский русский нар. хор. — 1 грп.
- Удаль молодецкая : рус. нар. песня [Звукозапись] / обраб. Г. Пантюкова // Государственный Омский русский народный хор, 1980. — 1 грп.
- Ель моя, ёлушка [Звукозапись] / Г. Пантюков; сл. нар. // Гос. Омский русский нар. хор, 1980.- 1 грп.
- Ходит Ваня на блины : рус. нар. песня [Звукозапись] / обраб. Г. Пантюкова // Гос. Омский русский нар. хор, 1980. — 1 грп.
- Как из бору-борочку : рус. нар. песня [Звукозапись] / обраб. Г. Пантюкова // Гос. Омский русский нар. хор, 1980. — 1 грп.
- Кони берегом бегут : рус. нар. песня [Звукозапись] / обраб. Г. Пантюкова // Гос. Омский русский нар. хор, 1980. — 1 грп.
- В чистом полюшке : рус. нар. песня [Звукозапись] / обраб. Г. Пономаренко // Гос. Омский русский нар. хор, 1980. — 1 грп.
- Частушки, страдания и песня «Идёт молодец» [Звукозапись] / Г. Пантюков; сл. В. Пухначёва; исп. : Гос. Омский рус. нар. хор // Сторона моя, Сибирь : песни сибирских композиторов — М. : Мелодия, 1983. — 1 грп.
- Матани [Звукозапись] / Г. Пантюков; сл. В. Бурыгина; исп. : Гос. Омский рус. нар. хор // Сторона моя, Сибирь : песни сибирских композиторов — М. : Мелодия, 1983. — 1 грп.

### Ноты
- Пантюков, Г. Н. Веретёнце: «Крутись, веретёнце…» для хора в сопровожд. баяна// Человек растит зерно. — М., 1977, с. 36.
- Пантюков, Г. Н. Гибель Ермака: «На берегу крутом да на высоком…» для хора без сопровожд. // Русские народные песни в обработке для хора. — М., 1979, с. 8-10.
- Пантюков, Г. Н. Девичья весна: «На взбухающей речке ломается лёд…» для хора без сопровожд. // Хоры композиторов Сибири и Дальнего Востока. — М., 1981, с. 37-38.
- Пантюков, Г. Н. Ель моя, ёлушка: «Уж ты ель моя…» для хора без сопровожд. // Поёт русский народный хор. Вып. 6. — М., 1985, с. 41-43.
- Пантюков, Г. Н. Заливное: «Раз под вечер повстречались…» для мужского хора в сопровожд. баяна // Репертуар русских народных хоров. Вып. 8. — М., 1966, с. 10-15.
- Пантюков, Г. Н. Не кукуй, кукушечка: для хора без сопровожд. // Ты промчи меня, зима! — М., 1979, с. 51-52.
- Пантюков, Г. Н. Песня о моём городе: «Иртыш седой, волна твоя крутая…» для хора в сопровожд. фп. // Хоры композиторов Сибири и Дальнего Востока. — М., 1981, с. 11-13.
- Пантюков, Г. Н. Песня о сибирском партизане Артёме Избышеве: «Далеко в седом Урмане…» для мужского хора в сопровожд. баяна // Репертуар русских народных хоров. Вып. 8. — М., 1966, с. 3-4.
- Пантюков, Г. Н. Сине море всколыбалось : для хора без сопровожд // Поёт русский народный хор. Вып. 1. — М., 1980, с. 77-83

### Об артисте
- В память артиста // Четверг [Омск].- 2002. -янв. (№ 1) .- С. 2.
- Кваст Е. Годы, песни, жизнь// Мир увлечений [Омск]. — 2002. № 1. — С.43.
- Советские хоровые дирижёры [Справочник]. М., 1986. — С. 158.

## Память
- В городском музее «Искусство Омска» хранится творческий архив, собранный лично Г. Н. Пантюковым и переданный его семьей.
- На здании Концертного зала Омской филармонии есть мемориальная доска, посвящённая Г. Н. Пантюкову.